# Auke Zijlstra

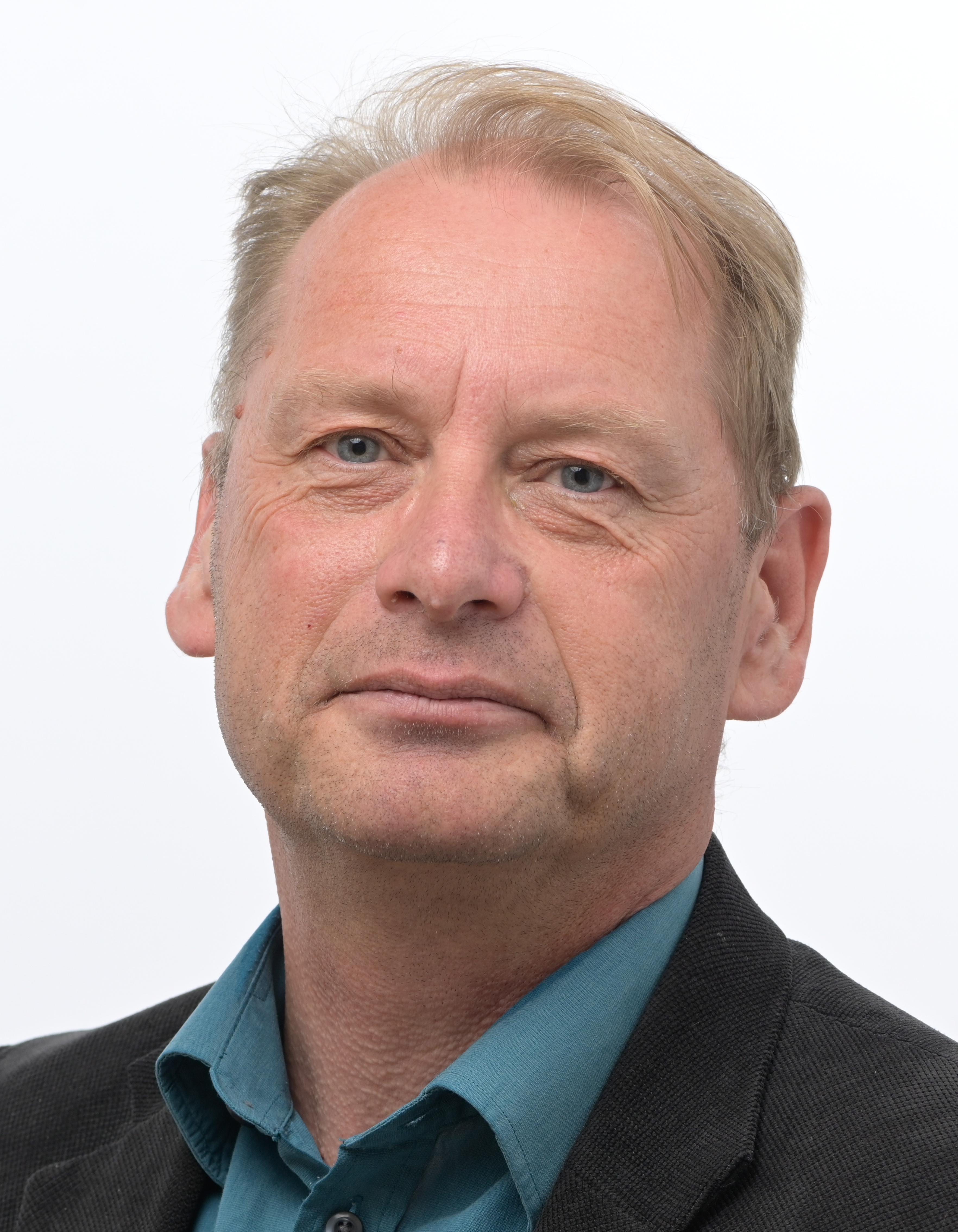
Auke Zijlstra (2024)

Auke Zijlstra (* 1. November 1964 in Joure) ist ein niederländischer Politiker. Er vertritt die rechtspopulistische Partij voor de Vrijheid (PVV) im Europaparlament.

## Leben
Zijlstra studierte Wirtschaftswissenschaften an der Universität Groningen. Nach seinem Studium war er von 1991 bis 2002 IKT-Projektleiter für das Unternehmen British American Tobacco tätig, danach bekleidete er Stellen im niederländischen Innenministerium. Zijlstra wurde von PVV-Mitglied Geert Wilders persönlich zur Europawahl 2009 aufgestellt, verfehlte aber den eigenen Einzug ins Parlament und wurde parlamentarischer Assistent für einen erfolgreichen Kollegen. Als Nachfolger für Daniël van der Stoep rückte Zijlstra im September 2011 doch als Abgeordneter in das Europäische Parlament nach; diesen Sitz hatte er bis zur Europawahl 2014 inne. Erneut auf seinem Listenplatz erfolglos, zog er erneut als Nachrücker in das Europaparlament ein, diesmal für den verstorbenen Hans Jansen.

## Mitglied des Europäischen Parlamentes
In seiner ersten Legislaturperiode saß Zijlstra im Ausschuss für bürgerliche Freiheiten, Justiz und Inneres. In der zweiten Legislaturperiode saß Zijlstra von 2015 bis 2017 im Haushaltsausschuss. Seine Tätigkeit im Entwicklungsausschuss währte im Oktober 2015 hingegen nur kurz. Seit dem 1. März 2017 ist er erneut Mitglied im Ausschuss für bürgerliche Freiheiten, Justiz und Inneres.
Er engagierte sich ferner in den Delegationen für Beziehungen zum Palästinensischen Legislativrat, zu Afghanistan, zu Israel und zu Bosnien und Herzegowina und dem Kosovo.
Stellvertretend ist oder war Zijlstra ferner in den Ausschüssen für Industrie, Forschung und Energie sowie für Wirtschaft und Währung tätig.
Zijlstra war bis 2015 ein fraktionsloser Abgeordneter, bis er mit der PVV am 8. September 2015 der Fraktion Europa der Nationen und der Freiheit (ENF) beitrat.